# 社頭同仁社
社頭同仁社位於臺灣彰化縣社頭鄉的社頭車站旁，是一間經營鐵路運輸業務的公司，在臺灣的公路運輸興起後沒落，其辦公室建築於民國91年（2002年）11月20日公告為歷史建築。

## 沿革
同仁社是日治時期大正14年（1925年）由蕭園所創立的，主要是經營蔬菜、五穀、肥料的貨物的鐵路運輸業務。二次大戰之後，蕭園之子蕭五常將公司改制為「同仁社通運股份有限公司」，繼續經營，但在公路運輸取代鐵路運輸後公司也隨之沒落。
同仁社指定為歷史建築後，於民國93年（2004年）4月25日進行修復，同年11月完工。

## 建築
同仁社面寬三開間，為磚木混合建築，屋頂桁架是使用福州杉製成，屋頂兩端有正吻脊瓦裝飾。其正面水平臥樑是使用鋼筋混擬土製成，而正面與兩側皆有山牆，其中正面山牆寫著「同仁社」，側面則寫「同仁社運輸組」。